# Eteokles

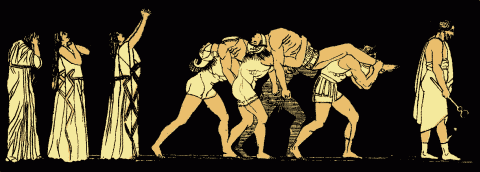
Alfred J. Church: Eteokles und Polyneikes (1885)

Eteokles (altgriechisch Ἐτεοκλῆς Eteoklḗs) ist eine Person der griechischen Mythologie.
Eteokles war ein Sohn des Ödipus und entstammte entweder, gemäß vor allem den Versionen attischer Tragiker, der inzestuösen Ehe mit Iokaste oder, gemäß u. a. der aus älteren Quellen schöpfenden Bibliotheke des Apollodor und der Oidipodeia des Kinaithon, Ödipus’ (zweiter) Ehe mit Euryganeia. Er war Bruder des Polyneikes, der Antigone und – seit den klassischen Versionen der Sage – der Ismene sowie Vater des Laodamas.
Einigen Sagenversionen nach wurden auch Eteokles und sein Bruder Polyneikes Opfer des Fluchs der Labdakiden, der mit der Entführung des Chrysippos durch Ödipus’ Vater Laios seinen Anfang nahm. Wahrscheinlich erstmals für die zyklische Thebais ist der Fluch des Ödipus gegen seine beiden Söhne belegt. Demnach wurden Eteokles und Polyneikes von ihrem Vater zweimal verflucht: Streit und Krieg um das väterliche Erbe wünschte er ihnen, nachdem Polyneikes ihn an einen Tisch des Kadmos gesetzt und ihm einen Becher des Laios gereicht hatte. Als Eteokles und Polyneikes ihm nach einem Opfer nicht, wie gewohnt, das Rückenstück, sondern das Lendenstück des Opfertiers sandten, verfluchte Ödipus seine Söhne, sie mögen sich gegenseitig im Kampf töten. Nach dem Tod des Ödipus oder als Eteokles und Polyneikes erwachsen waren – nach dieser Version hatte Kreon die Regierung für die minderjährigen Ödipussöhne nach Ödipus’ Tod oder dessen Vertreibung/Auswanderung übernommen – sollten sie im jährlichen Wechsel über Theben herrschen. Jedoch weigerte sich Eteokles nach seiner ersten Amtsperiode, den Thron wieder abzugeben. Polyneikes hielt sich während der Regentschaft seines Bruders in Argos auf, wo er Argeia, die Tochter des Königs Adrastos, geheiratet hatte und damit auch Schwager des Tydeus wurde (einer alten anderen, durch Hesiod überlieferten Version nach heiratete er Argeia allerdings noch zu Lebzeiten des Ödipus). Polyneikes, Adrastos und Tydeus gelang es dieser Version nach, nachdem sich Eteokles geweigert hatte, die Herrschaft vereinbarungsgemäß an seinen Bruder zu übergeben, weitere Fürsten für einen Feldzug gegen Theben zu gewinnen, um Polyneikes zur Macht zu verhelfen (s. dazu auch „Sieben gegen Theben“, die Verarbeitung dieser Sage durch Aischylos). An sechs der sieben Stadttore Thebens blieben die Thebaner siegreich, am siebenten töteten die Brüder sich im Zweikampf gemäß dem Aischylos-Drama gleichzeitig.
Einer anderen, durch Pausanias überlieferten Version nach verließ Polyneikes dagegen noch zu Lebzeiten seines Vaters Theben und ging nach Argos. Nach Ödipus’ Tod kehrte er zurück und geriet mit seinem Bruder in Streit um die Herrschaft. Hesiod erwähnt im Frauenkatalog, dass Argeia an der Trauerfeier für Ödipus teilnahm, was darauf hindeutet, dass er der gleichen (alten) Version der Sage wie Pausanias folgt, wonach Ödipus noch als König von Theben amtierte, als seine Söhne bereits volljährig waren und Polyneikes auf den Thron verzichtete.